# Критская война (205—200 до н. э.)
Критская война (205—200 годы до н. э.) — военный конфликт между Македонией, Этолийским союзом, некоторыми городами Крита, из которых самыми важными были Олус и Гиерапитна (Ιεράπυτνα, ныне Иерапетра), и спартанскими пиратами с одной стороны, и Родосом, Пергамом, Византием, Кизиком, Афинами и Кноссом — с другой.

## Предшествующие события
В 205 г. до н. э. Первая Македонская война завершилась подписанием Феникского мира, по которому Македония более не могла воевать на западном направлении. Рим был занят войной с Карфагеном, благодаря чему Филипп решил укрепить власть над греками. Для этого царю был выгоден союз с Критом, для чего он начал стимулировать островитян нападать на Родос, который после разгрома Пергама и союза с Этолийским союзом оставался последней крупной силой в регионе. Доминировавший в военном и экономическом плане на юго-востоке Средиземноморья остров имел связи как с Македонией, так и с её злейшим противником в лице Рима. Также Филипп укрепил статус своей державы на Балканах: после разгрома иллирийцев, потери которых составили 10 тыс. человек, северные границы были защищены, что позволило Македонии обратить внимание на Эгейское море.

## Пиратство и ранние военные действия
По итогам первой македонской войны Филиппу было запрещено расширяться в сторону Иллирии или Адриатического моря, из-за чего он начал строить большой флот на Эгейском море.
Македонский царь считал, что могущество Родоса можно было ослабить с помощью военных действий и пиратства. Со времён войны против Ликта, Македония имела союзников на Крите, чьи жители уже давно промышляли пиратством, также ей удалось убедить заняться этим ремеслом спартанцев и этолийцев. Стимулом послужило обещание огромных богатств, которые будут добыты с родосских кораблей. Филипп отправил этолийского флотоводца Дикеарха в Эгейском море, где тот грабил Киклады и подвластные Родосу территории. Также его агенту Гераклиду удалось сжечь 13 кораблей на самом Родосе.
К концу 205 г. до н. э. Родос был существенно ослаблен, и правитель Македонии сумел убедить Гиерапитну, Олус и ряд городов Восточного Крита объявить войну этому государству.
Первоначально ответ Родоса был дипломатическим: его граждане попросили Римскую республику помочь в грядущей войне. Но война с Карфагеном, ещё не оконченная, утомила римлян, на которых не смогли повлиять ни просьбы сенаторов, ни вхождение в войну на стороне Родоса Пергама, Кизика и Византия.
В это время Филипп организовал новую провокацию, атаковав союзный этолийцам Киос на побережье Мраморного моря. Город с расположенной по соседству Мирлеей был захвачен и разграблен македонянами несмотря на усилия Родоса и его союзников. Позже города были переданы союзному правителю Вифинии Прусию I, который переименовал их в Прусу и Апамею. В обмен на этот дар малоазийский монарх обещал воевать с Пергамом, последний военный конфликт с которым окончился в 205 г. до н. э. Атака на города разъярила этолийцев, ибо Киос и Мерлея были членами Этолийской лиги. Союзные отношения между Македонией и жителями Этолией, основывавшиеся на страхе перед военной мощью первой, ещё сильнее обострились. Далее Филипп принудил Лисимахию и Халкидон, бывшими членами Этолийского союза, выйти из этого объединения и прекратить с ним какие-либо отношения.
На обратном пути македонский флот остановился на острове Фасос у побережья Фракии. Жители одноимённой островной столицы сообщили посланникам военачальника Метродора, что сдадут македонянам свой город на следующих условиях: в нём не будет поставлен гарнизон, город не будет платить какую-либо контрибуцию и выставлять воинов в царскую армию, а также сохранит свои законы. Хотя Метродор сообщил о принятии царём этих условий, после открытия городских врат Филипп приказал разграбить город и поработить горожан, которые потом были проданы на невольничьих рынках. Вышеуказанные события серьёзно повлияли на царскую репутацию в греческих государствах, где его действия приравнивали к диким набегам римлян и этолицйев в ходе Первой македонской войны.
В 204 или весной 203 гг. до н. э. Филиппа посетили министры юного фараона Птолемея V Сосибий и Агафокл Египетский., предлагавшие брак между своим господином и царской дочерью для создания союза против Антиоха III. Филипп отказался и зимой 203—202 гг до н. э. договорился с последним о взаимной поддержке при разделе эллинистического Египта: Антиох получал Египет и Кипр, а македонскому правителю доставались Иония, Киклады и Киренаика.
В конце 202 г. до н. э. этолийцы отправили послов в Рим для формирования союза против Македонии, чья агрессивная политика вынуждала их начать поиск дополнительных защитников для сохранения своего нынешнего положения. Римляне отказались от этого предложения, помня об их союзе с царём в конце Первой македонской войны. Реакция Рима позволила Филиппу продолжить свою политику в Эгейском море, контроль над которым позволил бы ему изолировать Пергам и не допустить проникновение римлян в восточное Средиземноморье.

## Война против Пергама и Родоса
После заключение соглашения с Антиохом III македонская армия атаковала египетские территории во Фракии. Однако новость о присоединении пергамского царя Аттала I к альянсу Родоса разъярила Филиппа, который в итоге вторгся во владения Пергама. Но ещё до начала боевых действий в Эгейском море, Аттал рядом мер решил лишить врага богатой добычи. Попытка штурма Пергама оказалась неудачной, и македоняне отступили после уничтожения ряда храмов, в числе которых оказалось святилище Афродиты и Афины Никефоры. С захватом города Фиатиры македоняне занялись грабежом близлежащей равнины, но размеры награбленного не оправдали возлагавшихся надежд. Требование о поставках припасов к селевкидскому представителю Зевксису также не была удовлетворено.
Покинув пергамский берег, Филипп со своим флотом отправился на юг, где смог захватить остров Самос и расположенный там египетский флот. После этого македоняне начали осаду острова Хиос - Филипп планировал использовать острова Эгейского моря в качестве ключевых пунктов для борьбы с Родосом. Осада продвигалась без особых успехов, когда к острову приблизился союзный флот Пергама, Родоса, Коса, Кизика и Византия. Филипп прекратил осаду и начал искать союзный порт, но союзники решили дать бой.
Македонский флот из 200 кораблей, перевозивших 30 тыс. человек, существенно превосходил силы союзников, имевших 45 крупных боевых кораблей, 9 судов среднего размера и три триеры. Сражение началось с нападения левого (возглавлялся Атталом) и правого (руководил родосский адмирал Теофил) флангов союзников на македонские правый и левый фланги соответственно. Левом фланг союзников действовал успешно - был захвачен главный корабль противника, македонский наварх Демократ был убит. В ходе боя Теофил во время защиты своего корабля был смертельно ранен, но воодушевил своих сограждан к продолжению боя, в котором высокие познания родосцев в навигации уравнивали преимущество противника в кораблях.
Заметив угрозу одному из пергамских кораблей, Аттал решил ему помочь вместе с двумя тетрерами и главным кораблём. Но не участвовавший в бою с левым флангом врага Филипп решил атаковать царя четырьмя тетрерами и тремя гемиолами. Увидев приближающегося противника, Аттал в панике покинул поле боя и посадил своё судно на мель. Сойдя на землю, он начал раскидывать на палубе монеты, одежду и прочие вещи, после чего бежал в город Эретрию. Высадившиеся на берег македоняне занялись сбором оставленного, а уверовавший в гибель Аттала Филипп решил взять на буксир его корабль.
После бегства своего монарха пергамский флот отступил на север. Теснимый противником левый фланг македонян решил присоединиться к своим более успешным соратникам с правого фланга, благодаря чему родосцам удалось беспрепятственно уйти в хиосскую гавань.
Битва не стала победоносной для македонян, потерявших 92 корабля уничтоженными и семь пленёнными. Пергам лишился потопленными и захваченными трёх и двух кораблей, у родосцев затонуло три судна. В ходе боёв македоняне лишились 6 тыс. солдат и 3 тыс. моряков, также 2 тыс. человек были пленены. В то же время убитых пергамцев и родосцев было 70 и 60 человек, число пленников составило 600.
После боя родосские флотоводцы решили покинуть Хиос и вернуться домой, на обратном пути Теофил умер от полученных ран, назначив своим преемником Клеона Когда родосский флот плыл в проливе между Ладой и Милетом на берегу Малой Азии, на них напал и разбил флот Филиппа. Наблюдавшие за произошедшим жители Милета и  Гиера Конус при вступлении Филиппа и Гераклида на их территорию отправили к ним гонцов с венками победителей.

## Ход боевых действий
В конце 205 г. до н. э. Гиерапитна и Олус объявили Родосу войну. Родосские корабли подверглись нападениям со стороны пиратов, в результате чего Родосская республика понесла существенные потери. Филипп же напал на земли Птолемея и его союзника Родоса во Фракии и на Мраморном море.
Война шла с переменным успехом. В 202 г. до н. э. Родос и его союзники (Пергам, Кизик и Византий), объединили свои флоты и разгромили Филиппа в битве при Хиосе. Только несколько месяцев спустя флот Филиппа одержал победу над родосцами при Ладе. В то время как Филипп грабил территорию Пергама и нападал на карийские города, Аттал заключил с афинянами союз и убедил Афины объявить войну Македонии. В ответ македонский царь атаковал Афины c суши и моря.
Родос и его союзники обратились за помощью к Риму. Посол римского Сената Марк Эмилий Лепид потребовал у Филиппа V прекратить войну против Родоса и его союзников и в случае отказа пригрозил, что Рим начнёт против него войну. Отказ Филиппа спровоцировал начало Второй Македонской войны (200 г. до н. э.).
Вынужденный противостоять вторжению римлян в иллирийские владения Македонии, Филипп оставил своих союзников без помощи. На стороне Родоса выступил Кносс, надеявшийся добиться своего преобладания на Крите. На стороне Родоса выступили и другие критские города. Оставшиеся в одиночестве Гиерапитна и Олус сдались.

## Итоги войны
По договору, подписанному по окончании войны, Иерапитна согласилась разорвать все отношения и союзы с иностранными державами и передать все свои гавани и базы в распоряжение Родоса. Олоус, среди руин которого были найдены условия договора, должен был признать родосское господство. В результате Родос после войны обрёл контроль над значительной частью восточного Крита. Завершение войны предоставило родосцам возможность помогать своим союзникам во Второй македонской войне..
Война не оказала особого краткосрочного влияния на остальную часть Крита. Пираты и наемники там после окончания войны продолжали заниматься своими старыми занятиями. В битве при Киноскефалах во время Второй македонской войны три года спустя критские наемные лучники сражались как за римлян, так и за македонцев.
Война дорого обошлась Филиппу и македонцам, которые потеряли флот, на строительство которого ушло три года, а также спровоцировала переход их греческих союзников в лице Ахейского и Этолийского союза на сторону римлян. Сразу после войны дарданы пересекли северную границу Македонии, но Филипп смог отразить это нападение. Однако в 197 г. Филипп потерпел поражение от римлян в битве при Киноскефалах и был вынужден сдаться, поражение стоило большей части захваченной территории за пределами Македонии и военной контрибуции в 1 тыс. талантов серебра.
Родосцы восстановили контроль над Кикладами и подтвердили свое военно-морское превосходство над Эгейским морем. Владение родосцами восточным Критом позволило им в значительной степени искоренить пиратство в этом районе, но пиратские нападения на их суда продолжались и в конечном итоге привели ко Второй критской войне. Аттал умер в 197 г., и ему наследовал его сын Эвмен II, который продолжил антимакедонскую политику своего отца. По итогам войны пергамцы получили несколько островов Эгейского моря, которые были во владении Филиппа, и стали могущественной державой в Малой Азии, соперничая по мощи только с Антиохом.